# Edmond de Sélys Longchamps
Pour les autres membres de la famille, voir Famille de Selys Longchamps.
Le baron Edmond de Sélys Longchamps est un homme d'État libéral, un entomologiste, un ornithologue et un mammalogiste belge, né le 25 mai 1813 à Paris et mort le 11 décembre 1900 à Liège.

## Biographie

Armes des Selys-Longchamps.

Michel-Edmond de Sélys-Longchamps est le fils du baron Michel-Laurent de Sélys Longchamps et de la baronne, née Marie-Denise Gandolphe ; et l'oncle de Léonie de Waha. Appartenant à la noblesse belge, il est un homme politique actif et sera successivement député, sénateur, vice-président puis président du Sénat belge.
Il est un grand spécialiste des odonates, mais aussi des mammifères et des oiseaux.
Il publie en 1831 son premier article sur les oiseaux et les insectes de Belgique, à l'âge de 18 ans. En 1839, il fait paraître une importante contribution à la classification des passereaux. En 1842, il fait paraître sa Faune belge consacrée aux vertébrés. Il publie ses Études de micromammalogie en 1839. Son Hybrides dans la famille des Anatidés est cité par Charles Darwin dans The Variation of Animals and Plants Under Domestication.
Selys-Longchamps est considéré comme le plus grand spécialiste des libellules et des demoiselles. Il assemble l'une des plus importantes et riches collections de névroptères et décrit de nombreuses espèces. Ses collections sont aujourd'hui conservées par le Musée royal des Sciences naturelles de Belgique. Il fait une Monographie des Libellulidées d'Europe en 1840.
Il fait paraître 47 publications sur les oiseaux. Il rassemble dans ses collections, plus de 3 000 spécimens dont deux d'espèces éteintes : l'étourneau de Bourbon (Fregilupus varius) et le grand pingouin (Alca impennis).
Conseiller communal de Waremme (1843-1900), conseiller provincial de Liège (1846-1848), membre de la Chambre des Représentants pour l'arrondissement de Waremme en 1848, il entre au Sénat en 1855 pour le même arrondissement, en remplacement de Pierre Eloy de Burdinne. Vice-président du Sénat en 1879, il en fut le Président à partir de 1880 jusqu'aux élections de 1884, qui vit disparaitre la majorité libérale.
Le 8 mai 1900, il est promu au grade de grand cordon de l'ordre de Léopold.
Ses journaux ont été publiés en 2008 sous le titre de Journal d'un notable politicien et naturaliste Michel Edmond de Sélys Longchamps (1823-1900) en deux volumes aux éditions du Palais des Académies (Bruxelles).
Châtelain de Longchamps, il est inhumé à Waremme.
Michel-Edmond de Sélys-Longchamps a épousé Sophie-Caroline d'Omalius d'Halloy, fille de Jean-Baptiste d'Omalius. Dont postérité.